# Nevada State Route 157
Pour les articles homonymes, voir Route 157.
State Route 157 (SR 157), aussi connu comme Kyle Canyon Road, est une autoroute d'état américaine dans le Comté de Clark dans le Nevada. La route relie la région de Las Vegas aux zones de loisirs de Mont Charleston dans la Chaîne Spring.
Situé dans la Forêt National Humboldt-Toiyabe, une partie de la RS 157 a été désigné comme une route panoramique du Nevada. La route était à l'origine la State Route 39, et a des origines remontant aux années 1930.

## Description de la route

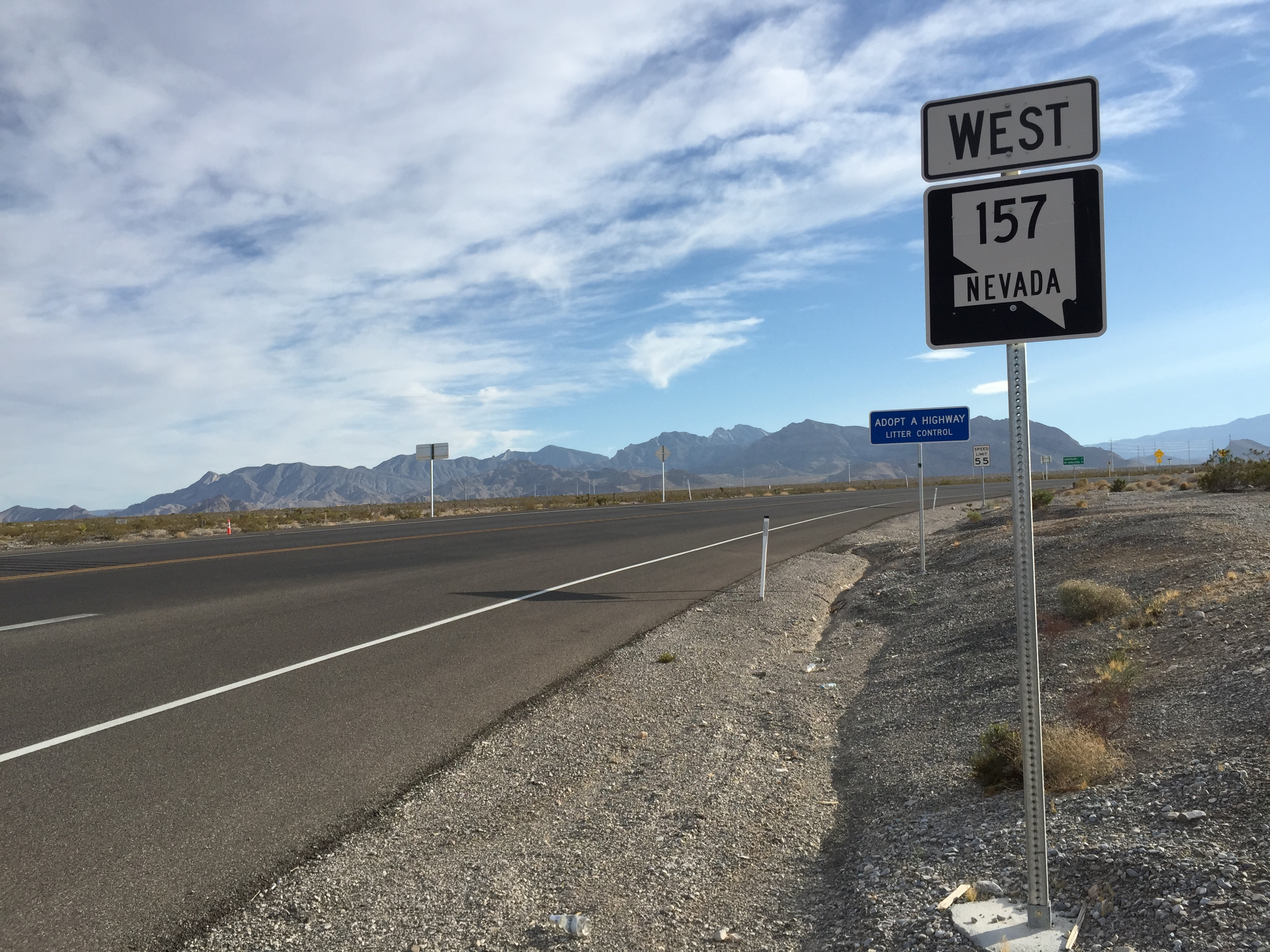
Vue de l'ouest à partir de l'extrémité est de la SR 157

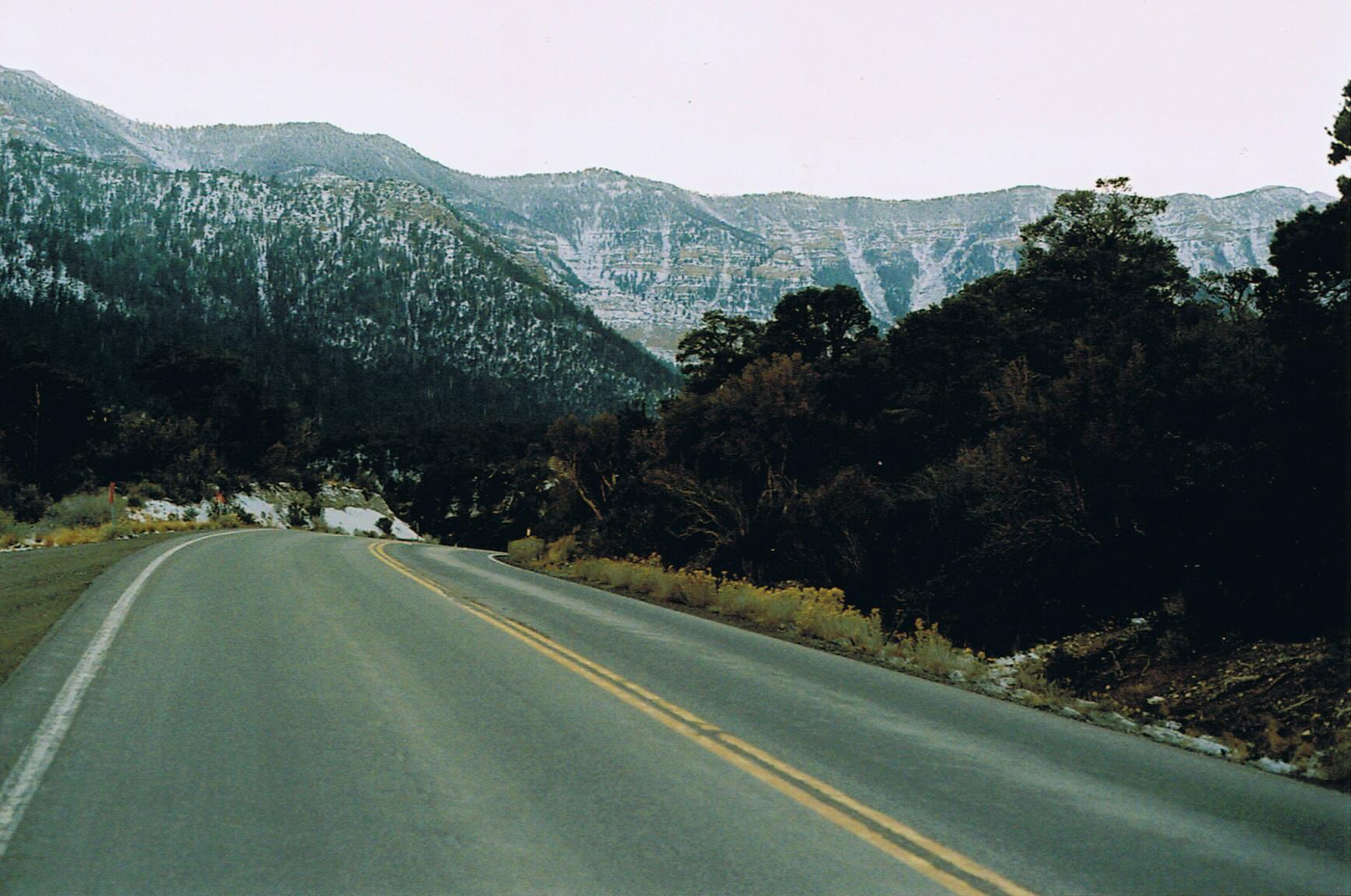
SR 157 dans la Chaîne Spring

La State Route 157 est située à 15 miles (24 km) au nord de Las Vegas. La route commence à sa jonction avec la Interstate 11 (I-11)/U.S. Route 95  (US 95) où elle se dirige à l'ouest et prend rapidement de l'altitude. Dans un laps de 20 miles (32 km) une élévation de 3 000 pieds (900 m) est obtenue avec une différence notable: les températures baissent, les arbres et les arbustes deviennent plus verte et plus nombreux et il y a une couverture de neige durable pendant les mois d'hiver. Une partie de la route est désignée comme la Route panoramique du Nevada. Le terminus ouest de l'autoroute  est au-delà du village de Mont Charleston où il serpente au flanc de la montagne pour une courte distance avant de faire un demi-tour.

## Histoire

La SR 157 était à l'origine la State Route 39

Kyle Canyon Road a existé au moins depuis 1933, ayant été établie comme une route de comté connectant le Mont Charleston (dans ce qui était alors la Forêt Nationale de Dixie) à la State Route 5 (aujourd'hui la US 95) à Tule à l'est. En 1935, l'ensemble de 21 miles (34 km) de l'autoroute a été pavée et désigné comme étant la State Route 39 par l'état.
La SR 39 semble être demeurée inchangée pendant plusieurs années après avoir été incluse dans le système des routes d'état. Son premier grand changement s'est produit le 1er juillet 1976, lorsque la route a été renumérotée en la State Route 157 dans la renumérotation de masse des autoroutes d'état du Nevada. Cette modification s'est traduite d'abord sur les cartes officielles de l'état 1978.
En juillet 1998, le Ministère des transports du Nevada a désigné la SR 157 comme la route panoramique du Nevada. La route panoramique englobe les 13 milles (20,921472 km) les plus à l'ouest de l'autoroute à l'intérieur de la surface forestière nationale.

## Intersections importantes

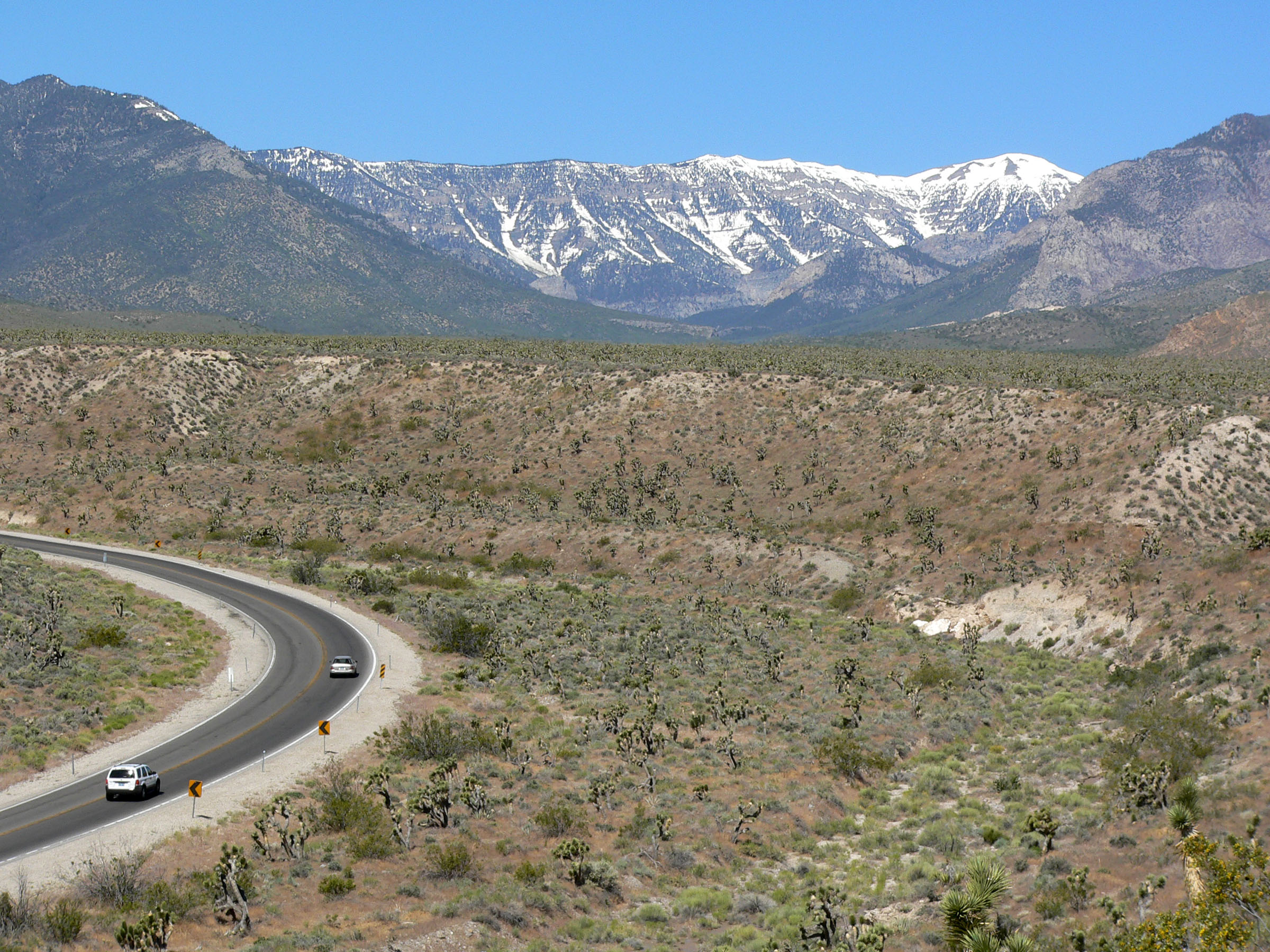
Vue de Kyle Canyon avec la SR 157 dans le premier plan